# Ą̂
Ą̂, ą̂ – litera rozszerzonego alfabetu łacińskiego, powstała poprzez połączenie litery A z ogonkiem i cyrkumfleksem. Wykorzystywana jest w zapisie języka hän, w którym oznacza nazalizowaną samogłoskę półotwartą centralną niezaokrągloną, wymawianą z tonem opadającym.

## Kodowanie
| Forma     | Wygląd | Części składowe | Części składowe | Kodowanie     |
| --------- | ------ | --------------- | --------------- | ------------- |
| majuskuła | Ą̂      | U+0104 Ą        | U+0302 ◌̂        | U+0104 U+0302 |
| minuskuła | ą̂      | U+0105 ą        | U+0302 ◌̂        | U+0105 U+0302 |